# ジェイソン・マカティア
ジェイソン・ウィン・マカティア（Jason Wynne McAteer、1971年6月18日 - ）は、イングランド・バーケンヘッドトレンメア出身の元サッカー選手、元アイルランド代表。ポジションは主にセントラル・ミッドフィルダーだが、時に右サイドハーフやサイドバックも務めた。
マカティアのキャリアにおいて、ボルトン・ワンダラーズFC、リヴァプールFC、ブラックバーン・ローヴァーズFC、サンダーランドAFC、トレンメア・ローヴァーズFCと5つのプロクラブを総移籍金900万ポンドで渡り歩き、代表ではアイルランド代表として50試合以上に出場。2007年6月12日に現役引退を表明した。

## 来歴

### クラブ

#### ボルトン・ワンダラーズ
ノン・リーグのマリンFCに所属時に、グラフィックデザインを学ぶ為にサッカーの奨学金でアメリカ合衆国の大学に進学し、アメリカに在住する叔父でボクサーのパットの支援でアメリカで一時期生活していた。しかし、ビザの調整問題からイギリスに戻ると、フィットネスを維持する為にマリンFCで訓練に取り組み、同クラブのリザーブチームにおいてランカシャー州リーグの数試合に出場していた際に、ボルトン・ワンダラーズFCのフィル・ニール監督の目に留まったことで1週間のトライアル参加を打診され、ボルトンと契約することになった。
1992年11月28日にバーデン・パークで行われたフットボールリーグ・ディビジョン2 (3部) のバーンリーFC戦 (4-0) 戦で初出場を飾り、以来、1992-93シーズンのリーグ戦において21試合に出場し、2位での2部昇格に貢献した。その後、1993-94シーズンはFAカップ準々決勝進出、1994-95シーズンはフットボールリーグカップで37年ぶりとなる決勝戦進出に貢献しており、リーグ戦においては、前者は中位に終わったが、後者では3位でのプレーオフに進出し、1995年5月29日にウェンブリー・スタジアムで行われたレディングFCとの決勝戦を勝利で収めてプレミアリーグ (1部) 昇格を果たした。なお、同試合においてマカティアは、2点を追いかける中、マイケル・ギルクスをペナルティエリア内で後ろから倒してペナルティーキックを与える失態を犯す (GKキース・ブラナガンのセーブで失点にならず) 一方、ドリブル突破でチーム3点目にして逆転弾の起点となった。

#### リヴァプール
1994-95シーズン終了後にブラックバーン・ローヴァーズFC、アーセナルFC、リヴァプールFCからオファーをされ、1995年9月に移籍金450万ポンドでリヴァプールと契約し、奇しくも昨季リーグカップ決勝戦が、対戦相手リヴァプールに対するトライアルの形となった。ボルトン時代は、セントラル・ミッドフィルダーを主戦場としていたにもかかわらず、ロイ・エヴァンズ監督が、中盤のコンビにジェイミー・レドナップとジョン・バーンズを据え、自身は右ウイングバックにコンバートされることになった が、スティーヴ・マクマナマンと右サイドで良好な関係を築き、それまで右サイドを務めていたロブ・ジョーンズを左サイドに追いやるプレーを見せ、一時は16試合無敗を記録する好調なチームを支え、ノースウェスト・ダービーとなったマンチェスター・ユナイテッドFCとのFAカップ決勝戦にも右ウイングバックとして先発を務めた。しかし、同試合は守備に奔走していたことで攻撃にはなかなか参加出来ず、また、目の前で放たれたエリック・カントナの決勝点をジャンプするも、防げなかった。
1996-97シーズンも主力としてプレーする。1997-98シーズンは、1998年1月下旬のブラックバーン戦において足を骨折 して約3ヶ月の離脱となったが、先発復帰した5月のウェストハム・ユナイテッドFC戦において2得点を挙げた。1999年1月24日、マンチェスター・ユナイテッドとのFAカップ4回戦では、負傷したポール・インスとの交代で出場した際には、自身が渇望するセントラル・ミッドフィルダーでプレーすることになったが、これがリヴァプールで最後の試合となった。
リヴァプールでの3シーズン半では、本職のセントラル・ミッドフィルダーと違い右ウイングバックや右サイドバックを主戦場とし、139試合6得点を記録する。また、当時は派手なライフスタイルで揶揄されたスパイス・ボーイズの一員 として、ディビッド・ジェームス、レドナップ、ロビー・ファウラー、マクマナマンらとタブロイドを賑わした。

#### ブラックバーン・ローヴァーズ
1998-99シーズンに就任したジェラール・ウリエ監督の構想外となった影響から、1999年1月下旬に移籍金400万ポンドでブラックバーン・ローヴァーズFCと4年半契約を締結する も、低迷するチームを立て直す為に獲得を望んだブライアン・キッド監督の期待に応えられず、シーズン終了後のチャンピオンシップ (2部) に降格する。2000-01シーズンにプレミアリーグ帰還に貢献したが、1999-2000シーズン途中に就任したグレアム・スーネス監督就任以来、地位を確立するのに苦戦し、2001-02シーズンには出場機会を得ることも難しくなっており、9月8日のサンダーランドAFC戦において交代出場するまでシーズン初出場は訪れなかった。半ば構想外にあって、中盤に多くの負傷者が続出した為 に、22日のエヴァートンFC戦で初先発を務めて良いパフォーマンスを見せたが、状況は好転せずにいた。

#### サンダーランド
2002 FIFAワールドカップが近付く中、代表での地位を考えた末に出場機会を最優先 し、2001年10月19日に移籍金100万ポンドでサンダーランドAFCと3年契約を締結する。10月22日のミドルズブラFC戦での初出場 以来、サイドハーフを定位置を掴み、負傷が相次ぐ際には本職のセントラル・ミッドフィルダーでもプレーし、3月の古巣ボルトン戦において初得点を挙げる と、イエローカードの累積警告による出場停止が明けた23日のサウサンプトンFC戦でも得点した。
加入1季目の2001-02シーズンは主力として27試合に出場したが、翌2002-03シーズンは、2002年9月21日のニューカッスル・ユナイテッドFC戦以来、ヘルニアの問題でチームから離脱しており、10月中旬に手術を受けたにもかかわらず、12月にヘルニアが再発した ことで、2003年2月16日のFAカップでのワトフォードFC戦まで復帰に時間を要した。しかし、復帰3試合目のフラムFC戦でハムストリングを負傷させ、シーズン終了まで再離脱となり、公式戦出場10試合に終わる。その間にチームは9連敗を記録する等でチャンピオンシップへと降格した。なお、同シーズンに行われた9月のマンチェスター・ユナイテッド戦において、ロイ・キーンとのボールの競り合いで激しくなり、ファウルを巡って口論に発展した際に、キーンの暴言に「次の本でそれを書け」と言い返し、キーンの自伝を揶揄するジェスチャーをすると、この行動に激怒したキーンから自身の後頭部を肘打ちをされることになり、論争の中心となった。
2003-04シーズンは、代表で師事したミック・マッカーシー監督の下でマイケル・グレイの後任として主将に任命された が、8月9日のノッティンガム・フォレストFC戦後にハムストリングに問題を抱えて離脱 し、復帰1試合目の9月13日のクリスタル・パレスFC戦中に悪化させて再離脱となった。その後、11月に復帰の目処が立ったマカティアは、同月中旬のブラックバーンとのリザーブ戦でチームに復帰すると共に得点を挙げる好調さを見せる と、トップチームでの復帰試合となった12月14日のウェストハム戦で得点を挙げ、復帰3試合目のブラッドフォード・シティFC戦においても得点を挙げる 等で負傷の影響を感じさせないパフォーマンスを披露した。同シーズンは、32歳という年齢を理由に、それまで務めてきたサイドハーフよりも、運動量が少ない本職のセントラル・ミッドフィルダーでのプレーを望んでおり、その希望通り出場の多くを中央でプレー し、プレーオフ進出に貢献する。そして、2004年5月17日のクリスタル・パレスとのプレーオフ準々決勝第2戦ではケヴィン・カイルによる先制点をクロスでアシストし、2-1の勝利に貢献したが、2戦合計4-4で行われたPK戦で外してしまい、チームは昇格は果たせなかった。

#### トレンメア・ローヴァーズ
2003-04シーズン終了に伴い契約満了でブラックバーンを退団した後、チャンピオンシップのレスター・シティFCとシェフィールド・ユナイテッドFCからオファーが届くも、引退後に指導者への転身を考えていたマカティアは、ブライアン・リトル監督の存在から、2004年7月20日にフットボールリーグ1 (3部)に所属する地元のトレンメア・ローヴァーズFCと2年契約を締結する。加入初年度にもかかわらず、初出場となったプレシーズンでのラシン・サンタンデール戦から主将を任され、プレーオフ進出に貢献したが、ハートルプールFCとの準々決勝第2戦において、頭を衝突したことで前半の早い段階で交代を余儀なくされ、チームとしてはPK戦で敗退となった。
2005-06シーズンも主将としてプレーしつつ、10月からは選手兼任コーチに就任し、成績不振によってリトル監督が解任された後は、監督代行として最終節のドンカスター・ローヴァーズFC戦で指揮を執ることになる。同試合では、ジョン・マクマホンコーチと共に実際に指揮を執り、後半開始から自身もプレーしているが、0-2で敗北した。2006年6月29日に契約を1年延長し、2006-07シーズンに就任したロニー・ムーア監督下でも選手兼任コーチとして残留することになった が、シーズン終了後に契約延長されることはなく、2007年5月25日に退団することになる と、6月12日に現役引退を発表した。
2009年6月15日、リヴァプール時代の同僚のバーンズがトレンメアの監督に就任したことに伴い、アシスタントとして復帰する。だが、チームは最初の11試合で僅か2勝にとどまり、リーグ最多となる26失点と低迷したことから、10月9日にバーンズ監督と共に解任された。

### 代表
イングランドに生まれながらも祖父がアイルランド出身 だったことで、多くのイングランド生まれの選手と同様にジャッキー・チャールトン監督によってアイルランド代表に誘われる。同時期には、イングランド代表のジミー・アームフィールドコーチからテリー・ヴェナブルズ監督が自身をイングランドB代表に招集する考えであると聞かされる が、1994年3月23日にランズダウン・ロードでのロシア戦でアイルランド代表として初出場を飾った。右サイドハーフの位置で、ロシア戦、オランダ戦と良いパフォーマンスを見せたことで、1994 FIFAワールドカップ直前に行われたボリビア戦に向けて招集され、そのまま本大会のメンバー入りを果たすと、強豪イタリアを下した試合でもプレーした。
UEFA EURO 1996、1998 FIFAワールドカップ、UEFA EURO 2000と主要大会を3度逃したが、2002 FIFAワールドカップ・ヨーロッパ予選のオランダ戦において決勝点を挙げる 活躍等で2002 FIFAワールドカップ出場に大きく貢献する。本大会では、直前に行われたサンフレッチェ広島との親善試合で相手DFミシェル・パンセ・ビロングのタックルによって一時は靭帯損傷の疑いもあったが、打撲で済み、1試合目のカメルーン戦に先発出場した。大会後、負傷の影響から、2002年9月のUEFA EURO 2004予選のロシア戦を最後に代表から遠ざかっており、2004年2月のブラジル戦において一旦復帰をした が、同年9月2日に代表引退を表明した。

### 私生活
現役引退後は、様々な慈善試合に出場。また、ESPN Star SportsやリヴァプールFCの公式チャンネルLFC TVで解説を務める。2013年にはリムリックで結婚式を挙げる。
イギリスのボクシングミドル級王者パットは叔父である。

## 個人成績
出典:
| 所属クラブ                   | シーズン         | リーグ             | リーグ | リーグ | カップ | カップ | リーグカップ | リーグカップ | 国際大会 | 国際大会 | 合計  | 合計 |
| 所属クラブ                   | シーズン         | 所属リーグ         | 出場   | 得点   | 出場   | 得点   | 出場         | 得点         | 出場     | 得点     | 出場  | 得点 |
| ---------------------------- | ---------------- | ------------------ | ------ | ------ | ------ | ------ | ------------ | ------------ | -------- | -------- | ----- | ---- |
| ボルトン・ワンダラーズ       | 1991-92          | ディビジョン2      | 0      | 0      |        |        |              |              | -        | -        | 0     | 0    |
| ボルトン・ワンダラーズ       | 1992-93          | ディビジョン2      | 21     | 0      |        |        |              |              | -        | -        | 21    | 0    |
| ボルトン・ワンダラーズ       | 1993-94          | ディビジョン1      | 46     | 3      |        |        |              |              | -        | -        | 46    | 3    |
| ボルトン・ワンダラーズ       | 1994-95          | ディビジョン1      | 43     | 5      |        |        |              |              | -        | -        | 43    | 5    |
| ボルトン・ワンダラーズ       | 1995-96          | プレミアリーグ     | 4      | 0      | 0      | 0      | 1            | 0            | -        | -        | 5     | 0    |
| ボルトン・ワンダラーズ       | 合計             | 合計               | 114    | 7      | 0      | 0      | 1            | 0            | -        | -        | 115   | 8    |
| リヴァプール                 | 1995-96          | プレミアリーグ     | 29     | 0      | 7      | 3      | 4            | 0            | 0        | 0        | 40    | 3    |
| リヴァプール                 | 1996-97          | プレミアリーグ     | 37     | 1      | 2      | 0      | 4            | 0            | 8        | 0        | 51    | 1    |
| リヴァプール                 | 1997-98          | プレミアリーグ     | 21     | 2      | 1      | 0      | 3            | 0            | 1        | 0        | 26    | 2    |
| リヴァプール                 | 1998-99          | プレミアリーグ     | 13     | 0      | 2      | 0      | 2            | 0            | 5        | 0        | 22    | 0    |
| リヴァプール                 | 合計             | 合計               | 100    | 3      | 12     | 3      | 13           | 0            | 14       | 0        | 139   | 6    |
| ブラックバーン・ローヴァーズ | 1998-99          | プレミアリーグ     | 13     | 1      | 0      | 0      | 0            | 0            | 0        | 0        | 13    | 1    |
| ブラックバーン・ローヴァーズ | 1999-2000        | チャンピオンシップ | 28     | 2      | 1      | 0      | 0            | 0            | -        | -        | 29    | 2    |
| ブラックバーン・ローヴァーズ | 2000-01          | チャンピオンシップ | 27     | 1      | 4      | 0      | 4            | 0            | -        | -        | 35    | 1    |
| ブラックバーン・ローヴァーズ | 2001-02          | プレミアリーグ     | 4      | 0      | 0      | 0      | 0            | 0            | -        | -        | 4     | 0    |
| ブラックバーン・ローヴァーズ | 合計             | 合計               | 72     | 4      | 5      | 0      | 4            | 0            | 0        | 0        | 81    | 4    |
| サンダーランド               | 2001-02          | プレミアリーグ     | 26     | 2      | 1      | 0      | 0            | 0            | -        | -        | 27    | 2    |
| サンダーランド               | 2002-03          | プレミアリーグ     | 9      | 1      | 1      | 0      | 0            | 0            | -        | -        | 10    | 1    |
| サンダーランド               | 2003-04          | チャンピオンシップ | 18     | 2      | 4      | 0      | 0            | 0            | -        | -        | 24[a] | 2    |
| サンダーランド               | 合計             | 合計               | 53     | 5      | 6      | 0      | 0            | 0            | -        | -        | 61    | 5    |
| トレンメア・ローヴァーズ     | 2004-05          | リーグ1            | 34     | 4      | 1      | 0      | 2            | 1            | -        | -        | 39[a] | 5    |
| トレンメア・ローヴァーズ     | 2005-06          | リーグ1            | 29     | 0      | 0      | 0      | 0            | 0            | -        | -        | 29    | 0    |
| トレンメア・ローヴァーズ     | 2006-07          | リーグ1            | 18     | 0      | 1      | 0      | 1            | 0            | -        | -        | 22[b] | 0    |
| トレンメア・ローヴァーズ     | 合計             | 合計               | 81     | 4      | 2      | 0      | 3            | 1            | -        | -        | 90    | 5    |
| キャリア通算成績             | キャリア通算成績 | キャリア通算成績   | 420    | 24     | 25     | 3      | 20           | 1            | 14       | 0        | 479   | 28   |

a. ^ 昇格プレーオフ2試合を含む
b. ^ フットボールリーグトロフィー2試合を含む

## 代表歴

### 出場大会
- アイルランド代表
  - 1994 FIFAワールドカップ
  - 2002 FIFAワールドカップ

### 試合数
- 国際Aマッチ 52試合 3得点（1994年-2004年）[59]

| アイルランド代表 | 国際Aマッチ | 国際Aマッチ |
| 年               | 出場        | 得点        |
| ---------------- | ----------- | ----------- |
| 1994             | 12          | 0           |
| 1995             | 5           | 0           |
| 1996             | 3           | 1           |
| 1997             | 5           | 0           |
| 1998             | 3           | 0           |
| 1999             | 2           | 0           |
| 2000             | 9           | 1           |
| 2001             | 5           | 1           |
| 2002             | 7           | 0           |
| 2003             | 0           | 0           |
| 2004             | 1           | 0           |
| 通算             | 52          | 3           |

### 得点
| #  | 開催日        | 開催地         | 対戦国       | スコア | 結果 | 大会                        |
| -- | ------------- | -------------- | ------------ | ------ | ---- | --------------------------- |
| 1. | 1996年10月9日 | ダブリン       | 北マケドニア | 1-0    | 3-0  | 1998 FIFAワールドカップ予選 |
| 2. | 2000年9月2日  | アムステルダム | オランダ     | 0-2    | 2-2  | 2002 FIFAワールドカップ予選 |
| 3. | 2001年9月1日  | ダブリン       | オランダ     | 1-0    | 1-0  | 2002 FIFAワールドカップ予選 |

## 獲得タイトル
個人
- フットボールリーグ・ディビジョン1年間ベストイレブン : 1993-94, 1994-95